# Dacnis bleu
Dacnis cayana
Espèce
Statut de conservation UICN

 LC  : Préoccupation mineure
Le Dacnis bleu (Dacnis cayana) est une espèce de passereau de la famille des Thraupidae.

## Description
Il mesure en moyenne 12,7 cm de long et pèse 13 g. Le mâle adulte est bleu turquoise avec le tour des yeux, la gorge et le dos noir. Les ailes et la queue sont noires, mêlées de turquoise. La femelle et les immatures sont principalement verts avec une tête bleue, le ventre est vert pâle et les ailes brunes teintées de vert.
Le cri est un mince tsip.

## Alimentation
Ce sont des oiseaux sociables qui mangent principalement des insectes ramassés sur le feuillage, des fleurs ou des broméliacées. Ils consomment aussi des baies habituellement avalées en entier, mais rarement du nectar.

## Reproduction
Le nid volumineux en coupe est construit dans un arbre et la couvaison normale est de deux à trois œufs gris marbrés de blanc. La femelle couve les œufs, mais est nourrie par le mâle.

## Répartition
Cet oiseau vit du Nicaragua au Panama, sur Trinidad et, en Amérique du Sud, dans le sud de la Bolivie et le nord de l'Argentine.

## Habitat
Cet oiseau est présent dans les forêts et autres terres boisées, y compris les parcs et les jardins. Il est très répandu et souvent commun, surtout dans certaines parties de son aire de répartition en Amérique du Sud.

## Sous-espèces
Cet oiseau est représenté par huit sous-espèces :
- Dacnis cayana baudoana Meyer de Schauensee 1946 ;
- Dacnis cayana caerebicolor Sclater, PL 1851 ;
- Dacnis cayana callaina Bangs 1905 ;
- Dacnis cayana cayana (Linnaeus) 1766 ;
- Dacnis cayana glaucogularis Berlepsch & Stolzmann 1896 ;
- Dacnis cayana napaea Bangs 1898 ;
- Dacnis cayana paraguayensis Chubb 1910 ;
- Dacnis cayana ultramarina Lawrence 1864.

## Galerie

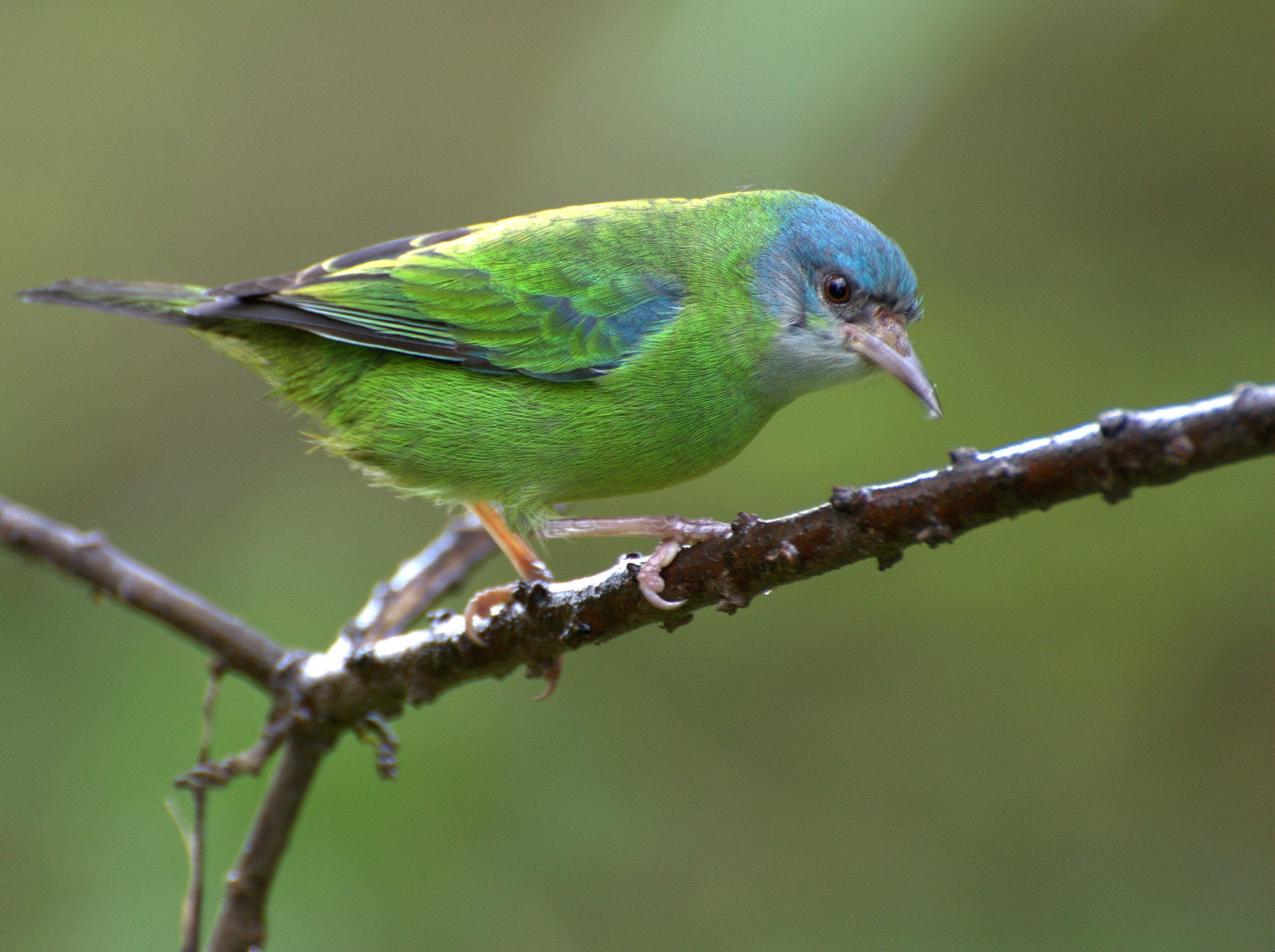
Femelle